# نیکلا دی پینتو
نیکلا دی پینتو (ایتالیایی: Nicola Di Pinto؛ زادهٔ ۱۲ ژوئن ۱۹۴۷) بازیگر اهل ایتالیا است.
از فیلم‌هایی که وی در آن نقش داشته‌است، می‌توان به ستاره پادشاهان، حال همه خوب است، سینما پارادیزو، ستاره‌ساز، زن ناشناخته، مخصوصاً یکشنبه، افسانه ۱۹۰۰، تشریفات ساده، گریز کودک بی‌گناه، میدان پنج ماه و بچه‌های خیابان اشاره کرد.